# 我的所有 (约翰·传奇歌曲)
《我的所有》（英語："All of Me"）是美国R&B歌手约翰·传奇的第四张录音室专辑《超未來愛情》中的一支单曲，由约翰传奇与托比·盖德共同创作，与戴夫·托泽共同制作。该单曲与2013年8月12日，该单曲作为专辑第三支单曲开始在Urban Contemporary电台开始打榜。在2014年5月16日统计周期，《我的所有》登上告示牌百强单曲榜第一位，成为约翰传奇在该榜单的第一支冠军单曲。《我的所有》也在澳大利亚、比利时、加拿大、爱尔兰、荷兰、葡萄牙、瑞典和英国排行榜登顶。提雅斯多制作的混音版于2014年1月发行。

## 创作背景
《我的所有》是一首钢琴谣曲，灵感来自约翰传奇的未婚妻克莉絲汀·泰根。两人在2007年拍摄Stereo的MV时相识，相恋数年后于2013年9月14日结婚。

## 发行与推广
2013年6月，约翰传奇在奥普拉·温弗里的Oprah's Next Chapter节目中表演了《我的所有》。2013年8月6日，这支单曲的完整版在iTunes上与专辑《超未來愛情》预购版一同发行。8月12日，《我的所有》作为专辑的第三支单曲开始在美国Urban Contemporary电台打榜。2014年1月，荷兰艺术家提雅斯多发行了该单曲的混音版。

## 评价
《我的所有》得到乐评人的普遍好评。波士顿环球的肯·巴博比亚科认为《我的所有》为《爱在未来》中“必不可少的单曲” （essential track）。Exclaim!的芮恩·帕特里表示这首歌展现了“约翰传奇既commercially friendly又令人伤感的歌声”。滚石杂志的琼·多兰形容《我的所有》为一首"Mountainous piano crusher"。Now杂志的朱丽亚·勒肯特表示约翰传奇的声音时歌曲地亮点。卫报的莫利·伍德克拉夫特赞扬了约翰传奇在这首歌中的声音天赋。

## 市场表现
根据尼尔森音乐统计，至2014年4月27日，《我的所有》在美国一共售出3,155,896份。在告示牌百强单曲榜第二位置占据六周之后，《我的所有》终于在5月16日的统计周期登顶，成为约翰传奇十年来在该榜单的第一支冠军单曲。约翰传奇因为成为从第一次出现在榜单到登顶间隔最长的一人，打破了史努比狗狗10年零10个月的记录。

## 现场表演
约翰传奇分别在以下场合表演过《我的所有》: 
2013年8月20日，在莱特曼深夜秀。
8月27日，在The Box in New York City。
9月2日，在吉米秀，另外还演唱了专辑的第二支单曲Made to Love。 
10月10日，在溫迪威廉秀。
2014年1月26日，约翰传奇在第56届格莱美奖现场表演了这支歌曲。
2015年8月25日，约翰传奇在1989世界巡回演唱会上作为特邀嘉宾与泰勒·斯威夫特合作表演了这支歌曲。

## 音乐录影带
《我的所有》拍摄于意大利，导演为纳比艾德金，记录了约翰传奇与他的未婚妻克莉斯·提姬在结婚前几天的生活，其中有两人裸体镜头和在浴室及水下做爱的片段，影片最终以两人在科莫湖的婚礼结尾。2013年9月2日，关于音乐录影带的第一张图片释出。2013年10月2日，影片完整版上传至YouTube。2013年10月26日，与小提琴家琳赛·斯特林合作的二重奏版的录影带上传至YouTube。

## 榜单

### 周榜
| 榜单 （2013年–2014年）                  | 最高 排位 |
| --------------------------------------- | --------- |
| 澳大利亚（澳大利亚唱片业协会單曲榜）    | 1         |
| 奥地利（Ö3四十强单曲榜）                | 16        |
| 比利时佛兰德（Ultratop五十强单曲榜）    | 3         |
| 比利時 (Ultratop城市榜）                | 1         |
| 比利时瓦隆（Ultratop五十强单曲榜）      | 22        |
| 加拿大（Canadian Hot 100）              | 1         |
| 捷克（電台百強單曲榜）                  | 15        |
| 丹麥（Hitlisten单曲榜）                 | 30        |
| 法国（法國唱片出版業公會單曲榜）        | 17        |
| 德国（德國官方單曲榜）                  | 19        |
| 愛爾蘭（愛爾蘭唱片音樂協會单曲榜）      | 1         |
| 以色列（媒体森林电台榜）                | 4         |
| 荷兰（荷蘭四十強單曲榜）                | 1         |
| 荷兰（百强单曲榜）                      | 1         |
| 新西兰（新西兰唱片音乐协会单曲榜）      | 2         |
| 挪威（世道單曲榜）                      | 4         |
| Portugal Digital Songs (Billboard)      | 1         |
| 蘇格蘭（官方榜单公司單曲榜）            | 3         |
| 斯洛伐克（電台百強單曲榜）              | 14        |
| South Africa (EMA)                      | 4         |
| 西班牙（西班牙音樂製作協會）            | 11        |
| 瑞典（瑞典最熱榜）                      | 1         |
| 瑞士（瑞士热门音乐榜）                  | 3         |
| 英國（官方榜单公司單曲榜）              | 2         |
| 英國（官方榜单公司節奏藍調榜）          | 1         |
| 美国（《告示牌》百大單曲榜）            | 1         |
| 美國（《告示牌》Pop Airplay）           | 1         |
| 美國（《告示牌》Hot R&B/Hip-Hop Songs） | 1         |
| 美國（《告示牌》Adult Pop Airplay）     | 1         |
| 美國（《告示牌》成人當代單曲榜）        | 3         |